# Lohengrin (film 1947)
Lohengrin è un film-opera del 1947, diretto da Max Calandri, tratto dal Lohengrin di Richard Wagner.

## Incassi
Incasso accertato sino a tutto il 31 dicembre 1952 £ 12.500.000